# Vjesnik
Vjesnik, politički dnevni list, izlazio je u Zagrebu, od god. 1940. do 2012. Vjesnik je također bila i značajna izdavačka kuća, koja je izdavala niz drugih izdanja, a u vrijeme socijalističke Jugoslavije imala je osobito velik značaj.

## Povijest
Prvi broj izašao je 24. lipnja 1940. godine, a list se zvao Politički vjesnik. Zapravo, u tisku je načinjena pravopisna greška, pa je stajalo pogrešno "vijesnik" umjesto "vjesnik". List je, u ilegali, pokrenuo Centralni komitet Komunističke partije Hrvatske. Početkom 1941. godine list dobiva naziv Vjesnik radnog naroda.
Početkom Drugoga svjetskog rata izlazi kao mjesečnik, sada nazvan Vjesnik Hrvatske jedinstvene nacionalno-oslobodilačke fronte, preselivši u jesen 1941. na Kordun, pa 1942. u zaselak Tomići kraj Drežnice. Zanimljivo je da u zaglavlju lista od kolovoza 1941. stoji parola "Smrt fašizmu – Sloboda narodu!" koju prihvaća cijeli oslobodilački pokret. Od 1943. tiska se na Kapeli, ponovno kao tjednik. Redakcija se, shodno tijeku rata, nastavlja seliti, a u siječnju 1945. stiže u Split.
Od 11. svibnja 1945., pod današnjim imenom, Vjesnik izlazi kao dnevnik. Tek se tada i službeno u impresumu navodi ime glavnog urednika; bio je to Šerif Šehović. Prve poratne godine Vjesnika protječu u službi novom režimu. Šezdesetih godina širi se dopisnička mreža, list se sadržajno osvježava, a naklada raste. Vjesnikova kuća tada izdaje časopise i revije, od kojih su najpoznatiji bili Vjesnik u srijedu (VUS) i Start. Pokreće se akcija "Plava vrpca Vjesnika", nagrada za pothvate spašavanja na moru. 1960-ih u Vjesniku svoj prvi posao stječe kasnija "najveća živuća enciklopedija hrvatskog kazališta" Dalibor Foretić.
Uoči "Hrvatskoga proljeća", list dostiže nakladu od preko 100.000 primjeraka. Godine 1990. dolazi u interesnu sferu nove, HDZ-ove vlade. Kraće vrijeme, 1992. i 1993. godine, list nosi naziv Novi vjesnik. Od 1998. Vjesnik kao prve hrvatske dnevne novine izlazi i na internetu.  

## Prestanak izlaženja
Nakon 72 godine Vjesnik je ugašen kad se njegov vlasnik Narodne novine i zainteresirani kupac britanski fond OAK Investment nisu dogovorili o preuzimanju.
Prodana naklada je dotad već dulje bila veoma niska i nije nipošto mogla pokriti troškove. 
Posljednji tiskani broj izašao je 20. travnja 2012. Nakon toga je do 26. travnja 2012. izlazio u elektronskom obliku (e-novine), a zatim samo kao internetski portal Vjesnik.hr. Od dana 12. lipnja 2012. prestaje ažuriranje portala Vjesnik.hr.
Hrvatsko kulturno vijeće gašenje Vjesnika označilo je "gašenjem atributa državnosti", a kao razloge toga navelo je neovisnost i nepodobnost vladajućim elitama kao i promicanje kulturnih, športskih i umjetničkih dostignuća.

## Glavni urednici
- Mladen Iveković (1940.)
- Josip Gjergja (1941.)
- Šime Balen (1943.)
- Šerif Šehović (1945.)
- Branko Priselac (1946.)
- Josip Kirigin (1946.)
- Branko Škrinjar (1947. – 1948.)
- Zvane Črnja
- Franko Franulović
- Živko Vnuk (1950.)
- Frane Barbieri (1951. – 1953.)
- Joško Palavršić (1953. – 1955.)
- Božidar Novak (1955. – 1963.)
- Milan Beslać (1963. – 1966.)
- Mirko Peršen (1966. – 1968.)
- Josip Vrhovec (1968. – 1969.)
- Milovan Baletić (1970. – 1971.)
- Drago Auguštin (1972. – 1975.)
- Pero Pletikosa (1975. – 1983.)
- Davor Šošić (1984. – 1986.)
- Uroš Šoškić (1986. – 1987.)
- Stevo Maoduš (1987. – 1990.)
- Hido Biščević (1990. – 1992.)
- Radovan Stipetić (1992. – 1993.)
- Božidar Petrač (1993.)
- Krešimir Fijačko (1993. – 1994.)
- Ante Ivković (1994. – 1996.)
- Nenad Ivanković (1996. – 2000.)
- Igor Mandić (2000.)
- Zlatko Herljević (2000. – 2001.)
- Krešimir Fijačko (2001. – 2004.)
- Andrea Latinović (2004. – 2005.)
- Darko Đuretek (2005. – 2010.)
- Bruno Lopandić, (2010. – 2012.)
- Mirela Lilek, glavna urednica portala Vjesnik.hr, (2011. – 2012.)

## Kultura
U vrijeme dok je u Vjesnikovoj kulturnoj rubrici radio Dražen Vukov Colić kao kazališni kritičar, prema tvrdnji samog Colića, ta je rubrika ostala je zapamćena kao vjerojatno najbolja te vrste u ondašnjoj Hrvatskoj. Njegovi kolege koji su surađivali s njime u toj rubrici su bili osobama koji su "odredili hrvatsku kulturnu povijest" (abecedno): kazališni kritičar i teatrolog Dalibor Foretić, likovni kritičar i "duhovni otac" i direktor obnovljenog Muzeja za umjetnost i obrt, Vladimir Maleković, kritičar, kolumnist, polemičar i esejist Igor Mandić, novinar i književni kritičar Josip Pavičić, Veselko Tenžera "kao jedini pravi Matošev nasljednik" te televizijski i filmski kritičar Ivan Starčević.

## Naslovi
- Vjesnik Hrvatske jedinstvene nacionalno-oslobodilačke fronte (1941. – 29. rujna 1945.) – tjednik
- Vjesnik Narodnog fronta Hrvatske (30. rujna 1945. – 26. veljače 1953.) – dnevnik
- Vjesnik Socijalističkog saveza radnog naroda Hrvatske (27. veljače 1953. – 31. prosinca 1961.) – dnevnik
- Vjesnik Socijalističkog saveza radnog naroda Hrvatske (3. siječnja 1962. – 9. ožujka 1990.) – Zagrebačko izdanje ISSN 0350-3305, Pokrajinska izdanja ISSN 1331-8179
- Vjesnik (10. ožujka 1990. – 30. travnja/1. svibnja 1992.) – ISSN 0350-3305
- Novi vjesnik : dnevnik za demokratsku Hrvatsku (2. svibnja 1992. – br. 16282 iz 1993.), ISSN 1331-8187
- Vjesnik : hrvatski politički dnevnik od br. 16283 (1993. – danas), ISSN 0350-3305

## Ostala izdanja
- Sportske novosti, dnevni sportski list (od 1945)
- Vjesnik u srijedu (VUS), informativni tjednik (1952-1977)
- Plavi vjesnik : informativni tjednik mladih za društvena pitanja (1. listopada 1954. – 1973.) – ISSN 0032-1435 – tjednik
- Večernji vjesnik (3. lipnja 1957. – 30. lipnja 1959.) – ISSN 1332-0300 – dnevnik (osim nedjelje)
- Arena, dvotjednik za filmsku kulturu, od 1961. obiteljski tjednik (od 1959)
- Studio, tjednik za radio i televiziju (od 1964)
- Start, dvotjednik o automobilima i motorima, pa za muškarce, pa orijentiran ka društvenim fenomenima (1969-1990)
- i još pedesetak periodičnih izdanja

## Nagrade koje dodjeljuje Vjesnik
Vjesnikove nagrade za umjetnička dostignuća:
- nagrada "Ivan Goran Kovačić", nagrada za književnost
- nagrada Josip Račić, za likovnu umjetnost
- nagrada Josip Štolcer Slavenski, za glazbenu umjetnost
- nagrada Dubravko Dujšin, za kazališnu umjetnost
- nagrada Krešo Golik, za životni doprinos filmskoj umjetnosti

Vjesnikova nagrada za pothvate na moru:
- Plava vrpca Vjesnika

## Vanjske poveznice
- Vjesnik.hr - Sužbene stranice  Arhivirana inačica izvorne stranice od 7. veljače 2012. (Wayback Machine)
- Feljton povodom 60. godišnjice Vjesnika
- Vjesnik d. d. Hrvatska tehnička enciklopedija, portal hrvatske tehničke baštine. LZMK